# Margaretha Göll
Margaretha Göll OCist (* 1576 in Baden-Baden; † 1640) war eine deutsche Zisterzienserin und von 1625 bis 1640 Äbtissin des Zisterzienser-Klosters Lichtenthal.

## Leben
Margaretha Göll wurde nach dem Tod der Vorgängeräbtissin Margaretha Stülzer 1625 zur 26. Äbtissin des Klosters Lichtenthal gewählt. Ihre Amtszeit wurde gleich zu Beginn von den Wirren des 30-jährigen Kriegs erfasst, was sich u. a. dadurch äußerte, dass das Kloster Kontributionen zu leisten hatte, die der Markgraf Wilhelm (Baden-Baden) einforderte. 1629 teilte Äbtissin Margaretha dem Salemer Abt Thomas I. Wunn mit, dass die Abtei neben den Kontributionen auch unter Schatzungen zu leiden habe. Am 6. März 1629 erließ Kaiser Ferdinand II. das Restitutionsedikt, womit er Säkularisationen durch die Protestanten gemäß des Passauer Vertrags vom 2. August 1552 rückgängig machen lassen konnte.
Nachdem der schwedische König Gustav II. Adolf im Jahr 1630 in den 30-jährigen Krieg eingriff und den Kampf gegen den Kaiser aufnahm und damit den Sieg des kaiserlich-katholischen Lagers verhinderte, sicherte er auf diese Weise auch den Fortbestand des Protestantismus auf deutschem Boden. 1632 mussten die Nonnen des Konvents in die Wälder fliehen, um Schutz vor den Plünderern des Klosters zu suchen, Pest und Missernten verschlimmerte die Not noch zusätzlich. Auf der Flucht erkrankten mehrere der Schwestern, wobei eine von ihnen starb.
1634 wurde dem Kloster gemeinsam mit den Schweden und dem Markgrafen von Durlach Friedrich V. (Baden-Durlach) der katholische Gottesdienst verboten und die Glaubenserneuerung eingeführt. Als Folge mussten sowohl Jesuiten als auch Kapuziner ihre Ordenshäuser verlassen, Lichtenthal blieb jedoch verschont. Der Sage nach wird die Errettung des Klosters dem Schutz der Lichtenthaler "Schlüsselmuttergottes" zugeschrieben. 1636 kam es nochmals zu einer großen Hungersnot, wie es einer handschriftlichen Überlieferung zu entnehmen ist. Äbtissin Margaretha Göll starb nach rund 15 Jahren beschwerlicher Regierungszeit im Jahr 1640. Ihr im Amt als Äbtissin des Klosters Lichtenthal folgte Rosina Herzog.